# Řídeč
Řídeč é uma comuna checa localizada na região de Olomouc, distrito de Olomouc.